# Alexander Manninger
Alexander Manninger o simplement Alex Manninger, (Salzburg, 4 de juny de 1977) és un exfutbolista austríac, que ocupà la posició de porter.

## Trajectòria
S'inicia en les categories inferiors del SV Austria Salzburg. A la campanya 95/96 és cedit al Vorwärts Steyr, on debuta en la màxima categoria del seu país. Les seues bones actuacions possibiliten el seu fitxatge pel Grazer AK a l'estiu de 1996. Va debutar en la segona ronda de la Copa de la UEFA, davant l'Inter de Milà a l'estadi dels neroazzurri. En eixe partit, tot i perdre per 1 a 0, va quallar un destacat paper.
Després d'aquest encontre es fa amb la titularitat, i en acabar la temporada, fitxa per l'Arsenal FC, com a suplent de David Seaman. A la campanya 97/98, Seaman sofreix una greu lesió. En aquesta absència, l'austríac compleix amb escreix, deixant la seua porteria a zero en vuit ocasions. Al mes de març de 1998 va ser nomenat com a Jugador del Mes de la Premier League. Però, a la tornada de Seaman, va haver de cedir la titularitat a l'anglès.
El porter va romandre a Londres durant els tres anys següents, però sense continuïtat sota l'arc de l'Arsenal. Quan l'equip gunner fitxa a Richard Wright, l'austríac esdevé el tercer porter, sent cedit a l'ACF Fiorentina a la campanya 01/02. El juliol del 2002 fitxa pel RCD Espanyol per gairebé un milió de lliures. Però, tot just deixa el club català set setmanes després, i sense haver disputat cap partit oficial.
El gener del 2003 retorna a Itàlia per fitxar per la Torino FC, on passa sis mesos abans de marxar al Bologna FC 1909. En aquest equip hi milita dues temporades, i després passa per la Brescia Calcio i a l'AC Siena. El 2005 s'incorpora al club de la seua ciutat natal, l'FC Salzburg, i entre 2006 i 2008 roman una segona etapa a Siena, on és titular.
Al final de la campanya 07/08 hi retorna al Salzburg, però no hi està molt de temps. Eixe mateix estiu, fitxa per la Udinese Calcio, on tot just passa unes setmanes abans de recalar a la Juventus FC.

## Selecció
Manninger ha estat internacional amb Àustria en 33 ocasions. Hi va acudir amb la seua selecció a l'Eurocopa del 2008, celebrada al seu país juntament amb Suïssa.

## Palmarès
- FA Premier League: 1997-98
- FA Cup: 1998
- FA Community Shield: 1998, 1999